# Muzeul Stedelijk
Muzeul Stedelijk este un muzeu din Amsterdam, Olanda. El a fost construit pentru a adăposti colecția Sophiei de Bryn, care a lăsat-o moștenire orașului în 1890. În 1938 a devenit muzeul național de artă modernă, cu lucrări de la mijlocul secolului al XIX-lea până azi. Printre artiștii expuși se numără Picasso, Chagall, Mondrian, Cézanne și de Kooning.
1. ↑   http://www.stedelijk.nl/over-het-stedelijk/geschiedenis Lipsește sau este vid: |title= (ajutor)
2. ↑  Visitor Figures 2015 (PDF)
3. ↑   https://www.stedelijk.nl/en/museum/history Lipsește sau este vid: |title= (ajutor)
4. ↑   https://hedendaagsesieraden.nl/2016/12/08/stedelijk-museum-amsterdam/ Lipsește sau este vid: |title= (ajutor)